# Hornfisksjön, Västmanland
Hornfisksjön är en sjö i Lindesbergs kommun och Skinnskattebergs kommun i Västmanland och ingår i Norrströms huvudavrinningsområde. Sjön är 12 meter djup, har en yta på 0,198 kvadratkilometer och är belägen 165,3 meter över havet.

## Delavrinningsområde
Hornfisksjön ingår i det delavrinningsområde (662262-148143) som SMHI kallar för Mynnar i Sörmogen. Medelhöjden är 142 meter över havet och ytan är 47,74 kvadratkilometer. Räknas de 2 avrinningsområdena uppströms in blir den ackumulerade arean 94,06 kvadratkilometer. Forsån som avvattnar avrinningsområdet har biflödesordning 4, vilket innebär att vattnet flödar genom totalt 4 vattendrag innan det når havet efter 220 kilometer. Avrinningsområdet består mestadels av skog (68 procent) och sankmarker (10 procent). Avrinningsområdet har 0,67 kvadratkilometer vattenytor vilket ger det en sjöprocent på 1,4 procent. Bebyggelsen i området täcker en yta av 1,03 kvadratkilometer eller 2 procent av avrinningsområdet.